# فرودگاه فورت مک‌موری
فرودگاه فورت مک‌موری (به انگلیسی: Fort McMurray/Mildred Lake Airport) یک فرودگاه خصوصی با کد یاتا NML است که یک باند فرود شن دارد و طول باند آن ۱۶۵۷ متر است. این فرودگاه در کشور کانادا قرار دارد و در ارتفاع ۳۱۹ متری از سطح دریا واقع شده است.